# Portage (Île-du-Prince-Édouard)
 (juin 2022).
Si vous disposez d'ouvrages ou d'articles de référence ou si vous connaissez des sites web de qualité traitant du thème abordé ici, merci de compléter l'article en donnant les références utiles à sa vérifiabilité et en les liant à la section « Notes et références ».
Pour les articles homonymes, voir Portage.
Portage est une communauté dans le comté de Prince sur l'Île-du-Prince-Édouard, au Canada, au sud-est de O'Leary.